# Ф'юмічіколі
Ф'юмічіколі (фр. Fiumicicoli корс. Fiumicicoli) — річка Корсики (Франція). Довжина 24,1 км, витік знаходиться на висоті 905  метрів над рівнем моря на схилах гори Монте Кальва (Monte Calva) (1381 м). Впадає в Впадає в річку Ріццанезе на висоті 48 метрів над рівнем моря.
Протікає через комуни: Цонца, Сан-Гавіно-ді-Карбіні, Лев'є, Карбіні, Ольмічча, Мела, Сент-Люсі-де-Таллано, Сартен і тече територією департаменту Південна Корсика та кантонами: Таллано-Скопамене (Tallano-Scopamène), Сартен (Sartène), Лев'є (Levie).